# 苇莲苏乡
苇莲苏乡是中华人民共和国内蒙古自治区通辽市奈曼旗下辖的一个乡。
2012年1月20日，内蒙古自治区人民政府批复同意分别从大沁他拉镇和白音他拉苏木划出部分区域，设置苇莲苏乡，辖东二十家子、卧风甸子、西奈曼营子、东奈曼营子、光辉、新庙、兴安庄、苇莲苏、大林子、五十家子、新安屯、西二十家子、东风13个嘎查村，驻卧风甸子。

## 行政区划
苇莲苏乡下辖以下村级行政区划单位：
苇莲苏村、西奈曼营子嘎查、东奈曼营子嘎查、光辉嘎查、新庙村、兴安庄村、卧风甸子村、大林子村、新安屯村、西二十家子村、东风村、五十家子嘎查和东二十家子嘎查。